# Mourad Benchellali
Mourad Benchellali, né le 7 juillet 1981 à Villeurbanne est un formateur en insertion et conférencier français.
Capturé par l'armée américaine au Pakistan en 2001, après avoir passé deux mois dans un camp d'entraînement d'Al-Qaïda, il a passé deux ans et demi dans le camp de Guantánamo. Il a ensuite été poursuivi en France, avant d'être relaxé en février 2009.

## Biographie
Né le 7 juillet 1981 à Villeurbanne, il est le fils de Chellali Benchellali, l'imam hanafite de la mosquée Abou Bakr de Vénissieux,,.
En juillet 2001, Mourad Benchellali, alors âgé de 19 ans, se rend avec un ami en Afghanistan, encouragé par son grand-frère Abdelhakim (ou Abdelakim), dit Menad, à y approfondir sa connaissance de l'islam,. Son frère lui fournit de faux documents pour réaliser ce voyage via le Royaume-Uni et le Pakistan,. Il est accueilli en Afghanistan par un ami de son frère, qui lui propose d'aller rencontrer d'autres musulmans. C'est ainsi qu'il pénètre au camp Al-Farouk (en) d'Al-Qaïda, où il rencontre Oussama ben Laden. Se sentant pris au piège, il demande à partir mais les responsables du camp l'obligent à rester durant les deux mois que dure la formation.
À la suite des bombardements américains en représailles aux attentats du 11 septembre 2001, Mourad Benchellali s'enfuit au Pakistan, où il est arrêté par les forces spéciales en décembre 2001 après avoir été trahi par des villageois de Parachinar,. Il est suspecté de détenir des informations et d'actes terroristes. Au bout de deux semaines de détention, les autorités pakistanaises le livrent à la CIA, qui l'interne dans un camp près de Kandahar avant de le transférer au camp de Guantánamo à la mi-janvier 2002. Il est placé quelques mois dans une cage du camp X-Ray, avant d'être placé à l'isolement au camp Delta. Il déclare avoir été torturé et humilié aussi bien à Kandahar qu'à Guantánamo.
Le 24 décembre 2002, son grand frère Menad est arrêté par la DST à Romainville pour avoir projeté une attaque à l'arme chimique contre l'ambassade de Russie à Paris dans le but de venger le commando tchétchène tué par des gaz toxiques à la fin de la prise d'otages du théâtre de Moscou,. En janvier 2004, c'est au tour de son père, de sa mère, et du cadet de la famille, d'être interpellés par la DST et placés en détention provisoire sur présomption d'« association de malfaiteurs en relation avec une entreprise terroriste ». Seules les filles de la famille sont laissées libres. Le 14 juin 2006, le tribunal correctionnel de Paris condamne Menad à 10 ans de prison ferme (peine requise par la procureure Anne Kostomaroff), le frère à 4 ans de prison ferme (contre 5 requis par la procureure), Chellali à 2 ans dont 18 mois avec sursis (contre 6 ans ferme requis par la procureure) et Hafsa à 2 ans avec sursis (contre 5 ferme requis par la procureur),. Menad et Chellali (expulsés vers l'Algérie le 7 septembre suivant) ne font pas appel. Si le frère cadet retire son appel juste avant le délibéré, le père le maintient et voit sa sentence alourdie à 2 ans de prison ferme le 22 mai 2007,.
À la suite d'un accord passé le 10 mai 2004 entre le ministre de la Justice français, Dominique Perben, et le procureur général des États-Unis, John Ashcroft, Mourad Benchellali et trois autres détenus français (Imad Kanouni (en), Nizar Sassi, Brahim Yadel (en)) sont libérés de Guantánamo le 26 juillet 2004. Après leur arrivée sur la base militaire d'Evreux le 27, ils sont mis en examen et placés en détention provisoire dans la nuit du 31 au 1er août,.
En 2006, il témoigne dans le livre Voyage vers l'enfer de ce qu'il a vécu dans le camp de Guantánamo.
Il est relaxé par la justice française en février 2009.
Devenu formateur dans l'insertion, il participe surtout à des opérations de prévention de la radicalisation des jeunes musulmans français.
Il est interpellé par les services frontaliers du Canada le 2 novembre 2015, alors qu'il s'y était rendu pour participer à une conférence. Il est renvoyé en France deux jours plus tard.

## Publications
- Mourad Benchellali et Antoine Audouard, Voyage vers l'enfer, éditions Robert Laffont, 23 mai 2006, 274 p. (ISBN 2221107748 et 978-2221107744)
- Mourad Benchellali et Antoine Audouard, Le Piège de l'aventure, éditions Robert Laffont, coll. « Documento », 1er septembre 2016 (ISBN 2221195639 et 978-2221195635, présentation en ligne)